# OSAKA PiTaPa

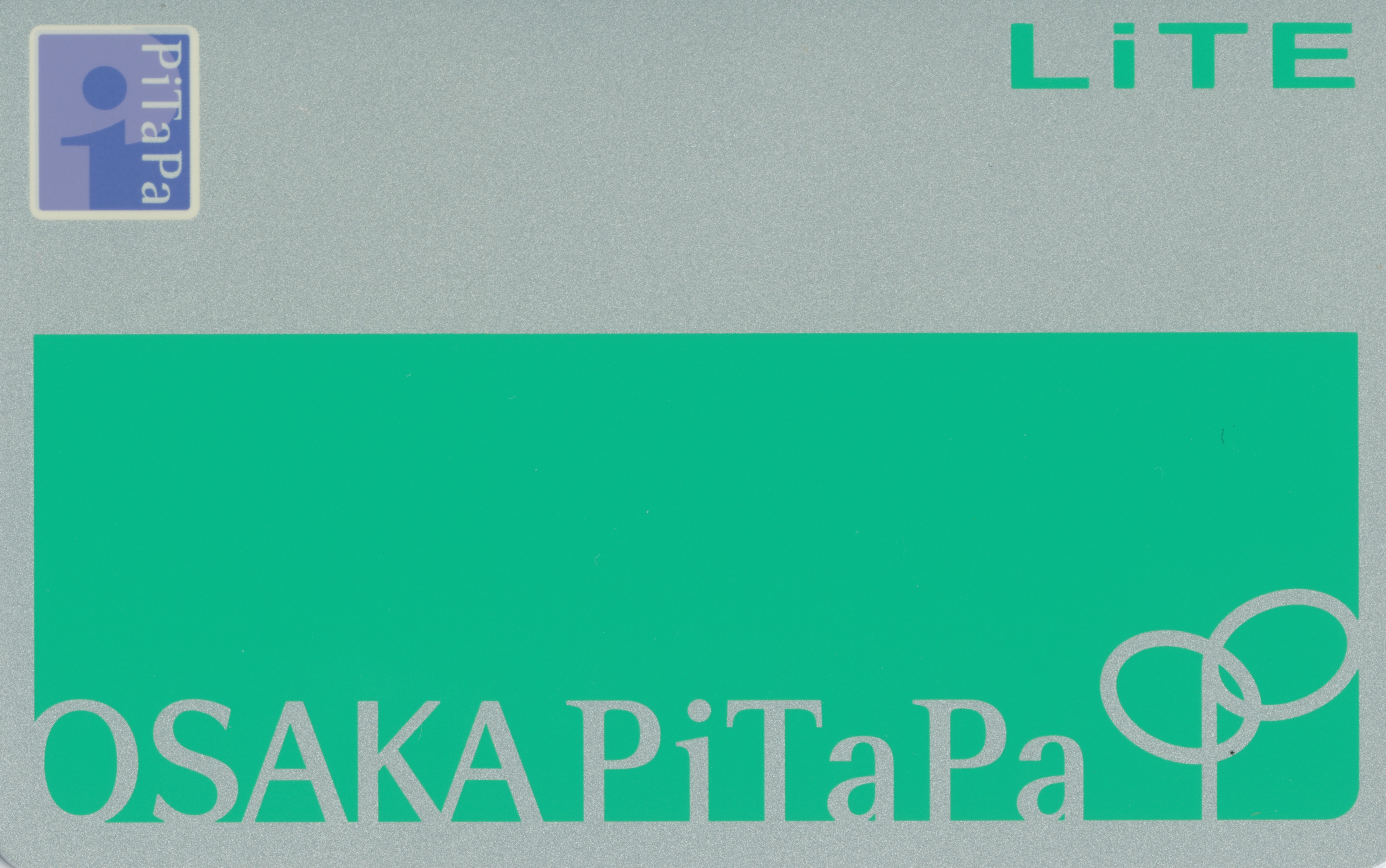
OSAKA PiTaPa LiTEカード

OSAKA PiTaPa （おおさかピタパ）は、大阪メトロサービスがOsaka Metro及び大阪シティバス（いずれも旧：大阪市交通局）の指定を受け取り扱うPiTaPaカードである。

## 概要
募集が開始されたのは2005年12月7日であるが、大阪市営交通でPiTaPaを利用する事が出来るようになったのは2006年2月1日からである。
クレジットカードの機能を搭載するものについては、三井住友カードがVISA及びマスターカードの各ブランド、トヨタファイナンスがTS CUBICカードとしてJCBブランドをそれぞれ発行する。また、クレジットカードの機能を搭載しない「LiTE」もある（「LiTE」についてはショッピング枠の入会審査はないがポストペイ機能についての入会審査はあり、この点が「保証金預託制PiTaPaカード」とは異なる）。
中高生用の「OSAKA PiTaPa ジュニアカード」及び小学生用の「OSAKA PiTaPa キッズカード」は、PiTaPaベーシックカードに準じて「LiTE」と同等のものが発行される。
年会費は無料であるが、1年の間に一度もクレジットの利用がなかった場合は税抜1250円（家族会員の場合は税抜400円）の年会費（「LiTE」を除く）が、また、PiTaPaの利用がなかった場合は税抜1000円の維持管理料がカード毎にかかる。
2015年10月より、三井住友カード発行のVISA及びマスターカード版の年会費無料条件が「1年の間に一度もクレジットの利用がなかった場合」から「1年間のクレジットの利用が10万円未満であった場合」に変更される。

## マイスタイル・フリースタイル
大阪市交通局の「PiTaPaによる割引」を参照。なお、このサービスは他のPiTaPaカードでも適用される。

## 楽楽キャッシュバック・エコdeマイル
OSAKA PiTaPaのクレジットカードの利用（最近は同局主催のスタンプラリーの景品でもたまる）でたまった独自ポイント「OSAKA PiTaPaポイント」を、PiTaPaのショッピング利用のポイントシステム「ショップdeポイント」に自動移行する、「楽楽キャッシュバック」制度がある。つまり、本来はVISAなどクレジットカードのポイントとしてたまるポイントが「OSAKA PiTaPaポイント」となり、ゆくゆくは自動的にPiTaPaの交通費の割引に利用される、と言う制度である。この制度は、クレジットカードのポイントがなかなかたまらず結局はそのポイントを利用できないということを解消できる仕組みとされている。OSAKA PiTaPaポイントは、クレジット利用1,000円ごとに50ポイントがたまるようになっており、毎月自動的に「ショップdeポイント」へ移行され、500ポイントごとに50円が自動的に交通費利用から割り引かれる。
加えて、本カード会員（京都ぷらすOSAKA PiTaPa会員も含む）のみの特典として、地下鉄・市バス・ニュートラムの利用額に応じてポイントが付与される（月額7000円以上の場合は1%分、7000円未満の場合は0.5%分）、「エコdeマイル」の制度がある。このポイントも「OSAKA PiTaPaポイント」に適用されるため、上記の「楽楽キャッシュバック」に対応して、交通費利用割引の対象となる。
なお「楽楽キャッシュバック」について、そのポイント分は交通利用がなかった場合には翌月に繰り越されることになる。 またポイントの有効期限は2年後の3月末であり、有効期限を過ぎると失効する。

## 楽楽ポケット
本カードに採用されている、ソニーが開発した汎用アプリケーションFeliCaポケットを活用し、ポイントやクーポン、会員証、スタンプラリーなどのサービスを、1枚のOSAKA PiTaPaに集約できるサービス「楽楽ポケット」が設定されている。本サービスは、対象店舗に設置されている端末機にカードをかざすだけで、ポイント付与などのサービスが利用できるとともに、複数の店舗の対象サービスを、1枚のOSAKA PiTaPaに集約して利用することが可能と言うものである（最大8サービスまで登録可能）。

## スタッチクーポン
2010年3月1日より、OSAKA PiTaPa会員限定サービスとして、「スタッチクーポン」サービスが導入された。これは、大阪市営地下鉄の主要駅に設置された端末「OSAKA PiTaPaステーション」にタッチして、周辺の店舗で使えるクーポンを登録した上で、該当店舗の端末にOSAKA PiTaPaをタッチしてクーポンを利用すると、その店の優待特典が受けられ、加えて「OSAKA PiTaPaポイント」の付与により、交通料金も割引になる、というサービスである。
2010年9月現在、OSAKA PiTaPaステーションは、御堂筋線の梅田駅、心斎橋駅、なんば駅、天王寺駅、および四つ橋線の西梅田駅、谷町線の東梅田駅に設置されており、各駅近辺の店舗を対象としたクーポンの登録・利用が可能である。

## その他のサービス
プロ野球のオリックス・バファローズは、2007年のシーズンに、OSAKA PiTaPa会員限定のサービスとして、京セラドーム大阪において、チケット不要で入場できるサービスの試験運用を行った。
チケットレスサービスの実施はプロ野球12球団で初めてで、本サービスはゲート前にてOSAKA PiTaPa会員が登録すれば、当日分の他に2回目以降の利用分も機械にICカードをかざすだけで入場できるというものだった。このサービスは、2007年9月19日までの5連戦において試験的に行われたが、球団は2008年シーズン以降、同サービスの本格導入を考えている、と言うことであった。

## CHECK&CHECK CLUB
レストランなどCHECK&CHECK CLUBに加盟している店舗でこのカードの裏面のCCCマークを提示すると、料金割引等サービスを受けることができる。ジュニアカード、キッズカードでは利用できない。

## イメージキャラクター

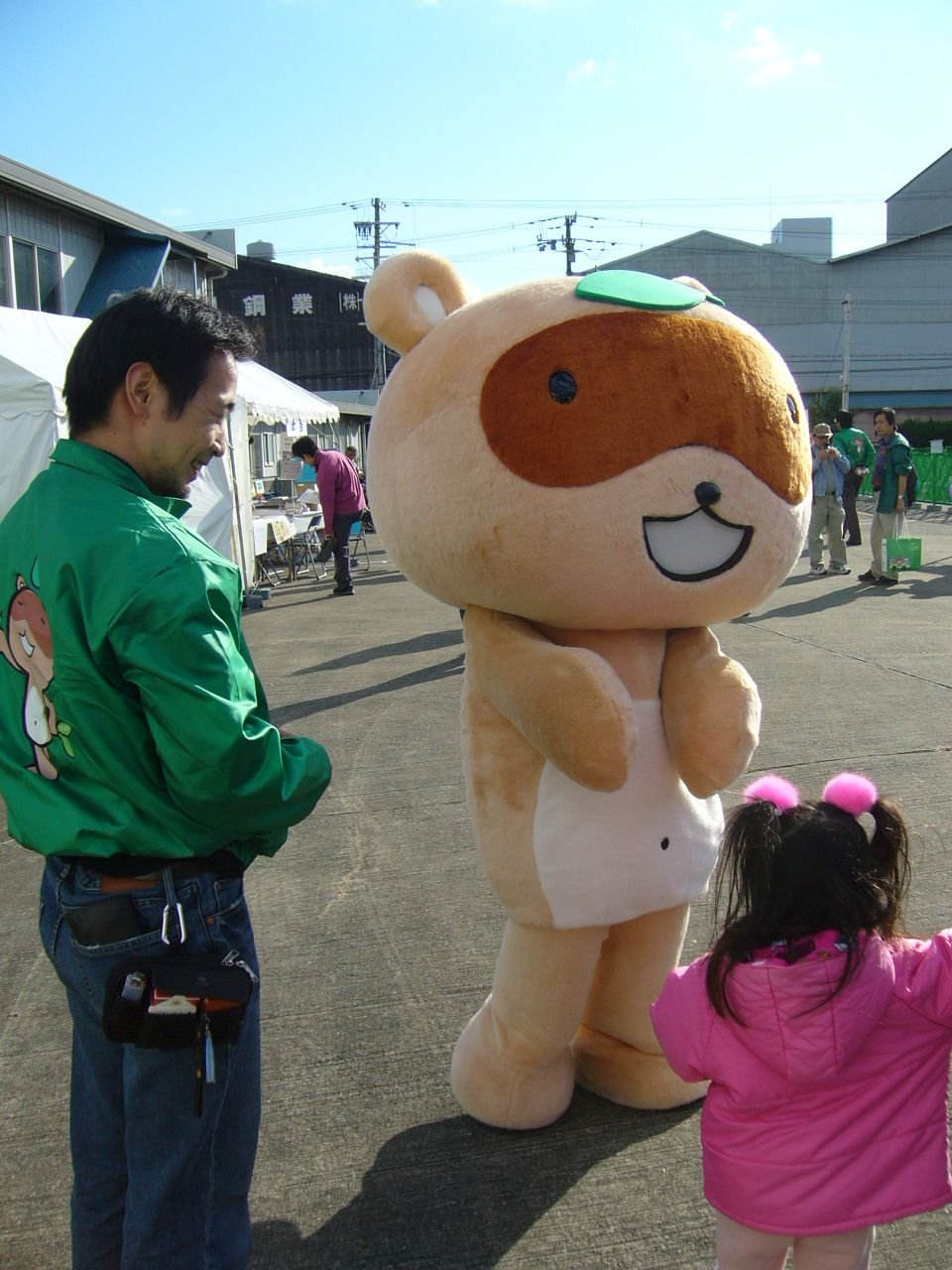
ぴたポンの着ぐるみ
（緑木検車場にて）

OSAKA PiTaPaのイメージキャラクターは、タヌキをモチーフとした「ぴたポン」。キャラクター制作は、大阪に拠点を構えるアランジアロンゾ。
会話はもちろん大阪弁。頭に葉っぱ（ICカード）をのせている。趣味はタヌキらしくいたずらだが、節約とやりくりが上手である。
地下鉄・ニュートラムの車両でぴたポン編成は存在しないが、ホームページやポスター上によく出現する。また、ドア脇の広告枠に広告ステッカーが掲示されていることもある。